# Oberulsenbach
Oberulsenbach ist ein Gemeindeteil des Marktes Markt Erlbach im Landkreis Neustadt an der Aisch-Bad Windsheim (Mittelfranken, Bayern). Oberulsenbach liegt in der Gemarkung Buchen.

## Geografie
Das Dorf liegt am Ulsenbach, einem linken Zufluss der Zenn. Im Südosten liegt das Flurgebiet Im Lerchenfeld, 0,5 km westlich das Höllfeld. 0,5 km südwestlich liegt das Waldgebiet Hackerschlag. Die Staatsstraße 2255 führt nach Markt Erlbach (1,5 km südöstlich) bzw. an Losaurach vorbei nach Schellert (4,2 km nordwestlich). Eine Gemeindeverbindungsstraße führt an der Ziegelhütte und Knochenhof vorbei nach Haidt (1,7 km östlich), eine weitere führt nach Kappersberg (1,3 km nordöstlich).

## Geschichte
Der Ort wurde 1300 als „Vlsenbach“ erstmals urkundlich erwähnt. Das Bestimmungswort des Ortsnamens ist der Personenname Ulso, eine Kurzform für Udalrich.
Gegen Ende des 18. Jahrhunderts gab es in Oberulsenbach 3 Anwesen (1 Gut, 1 Gütlein, 1 Haus). Das Hochgericht, die Dorf- und Gemeindeherrschaft und die Grundherrschaft über alle Anwesen übte das brandenburg-bayreuthische Stadtvogteiamt Markt Erlbach aus.
Von 1797 bis 1810 unterstand der Ort dem Justizamt Markt Erlbach und Kammeramt Neuhof. Im Rahmen des Gemeindeedikts wurde Oberulsenbach dem 1811 gebildeten Steuerdistrikt Linden und der 1813 gegründeten Ruralgemeinde Buchen zugeordnet. Am 1. Juni 1968 wurde Oberulsenbach nach Markt Erlbach eingemeindet.

## Einwohnerentwicklung
| Jahr      | 001818 | 001840 | 001861 | 001871 | 001885 | 001900 | 001925 | 001950 | 001961 | 001970 | 001987 | 002017 | 002023 |
| Einwohner | 57     | 55     | 59     | 59     | 65     | 46     | 51     | 59     | 39     | 30     | 44     | *44    | *51    |
| Häuser    | 10     | 11     |        |        | 11     | 10     | 8      | 10     | 7      |        | 11     |        |        |
| Quelle    | [ 11 ] | [ 12 ] | [ 13 ] | [ 14 ] | [ 15 ] | [ 16 ] | [ 17 ] | [ 18 ] | [ 19 ] | [ 20 ] | [ 21 ] |        | [ 1 ]  |

## Religion
Der Ort ist seit der Reformation evangelisch-lutherisch geprägt und bis heute nach St. Kilian (Markt Erlbach) gepfarrt. Die Katholiken gehören zur Kirchengemeinde Maria Namen (Markt Erlbach), die ursprünglich eine Filiale von St. Michael (Wilhermsdorf) war und seit 2019 eine Filiale von St. Johannis Enthauptung (Neustadt an der Aisch) ist.